# 初切
初切、初っ切り（しょきり、しょっきり）とは相撲の禁じ手を面白おかしく紹介する見世物。相撲の取組の前に決まり手四十八手や禁じ手を紹介するために江戸時代から行われていたが、現在では大相撲の花相撲や巡業などで見ることができる。

## 解説
幕下以下の力士二人と行司が土俵に上がり、対戦形式で禁じ手を紹介する。例えば相手を蹴り倒したり、拳で殴り合ったり、マゲをつかんだり、力水を吹き掛けたり、現代のものでは他の格闘技の技を見せたりもする。笑いを取るためにプロレスを真似て、ピンフォールの3カウントを行司が取ってしまったり、ドサクサに行司をノックアウトしてみたり、あるいはザ・ドリフターズのコントよろしく一斗缶などの小道具が出てくることもある（一斗缶の場合は一旦土俵下に飛び降りて取り、土俵に飛び戻ってこれで相手の頭を殴る）。
巡業という興行全体から見れば一種の余興であるが、演じる本人たちはかなり真剣に筋書きを練っており、力士・行司共に身体を張った芸を見せることが多い。元横綱審議委員会委員長の酒井忠正（元伯爵）が学習院時代の相撲大会で友人と初っ切りをやった際に、謹厳で知られた院長の乃木希典から終了後に呼び出されたのでおそるおそる出頭すると「あれはちょっとやそっとの稽古ではあるまい、よく頑張った」と褒められたという逸話を半藤一利が紹介している。
禁じ手を用いているが、初っ切りに限り反則負けはなく、勝負はなかなか付かない。これは、オチがつくまで行司が「本来なら反則負けのところを、格別の情けをもって」と宣言を繰り返し行い、取り直しにするためである。普段の取組では見られない滑稽さから人気が高く、これを見たさに早い時間から巡業先に足を運ぶ人もいるほどである。
弓取式同様に、この初切を務めた力士は出世できないというジンクスが存在する（統計を取ったわけではなく、あくまで俗説）。ただし過去には栃錦清隆が横綱に、出羽錦忠雄が関脇に、栃纒勇光と貴源治賢と天空海翔馬などが幕内に、貴ノ富士三造と貴健斗輝虎などが十両に昇進しており、これで破られたと考える者がいる一方、現在でも相撲界のジンクスを語るときにはかなりの割合で出てくるものである。また、担当する行司は基本的に幕下格以下の行司が担当する為、昇進した場合は初切の役割は後輩の行司に譲ることになる。
幕下以下の力士でも初切では大銀杏を結うことが許されている（これは弓取りと同様）。

## 定番のパフォーマンス
- 土俵に上がる際に踏み俵を踏み外して転ぶ。
- 仕切りの際、準備運動に見せかけて相手力士にラリアットを仕掛ける。相手力士はそれを避け、抗議の動作をしたり、「真面目にやれよ!」「危ないだろう!」とツッコミを入れたりする。
- 普通は一掴みだけ取って撒く塩を、掌に余る位大量に掬い取って持ち、盛大に振り撒く。または撒かずに塊のまま足元に落とす。これを見かねた行司が「塩だってタダじゃないんだぞ!」と注意をする。相手が対抗して、箱ごと持ち出し盛大に撒くフリをして、その実、一つまみしか撒かないボケを噛ますパターンもある。
- 仕切り線を大きく越え、相手力士と肩が触れるほどの位置に腰を落とす。相手力士が「おい、近いだろう!」とツッコミを入れ徳俵まで後退させ、そこに腰を落とさせるパターンもある。
- 行司の声で両者立ち上がるが、徳俵まで後退した力士は思いっきり突っ込むも、変化されて勢い余って土俵下まで転ぶ。変化された力士は変化した力士に「何だ、今のは」と聞くと、変化した力士は「待っただよ、待った」と答える。「待ったならはっきり言えよ」と言い返す。
- 禁じ手である蹴り技を用いる。力士は技の是非について行司と言い争いをした後、仕切り直しの取組で相手力士にスリッパで叩かれ、「手より足のほうが長いから、足で突っ張っただけ」と言い訳をした後蹴り技で土俵下に突き落とされる。自分が同じことをやったわけだから文句は言えない。その後行司の足に塩を投げつけるパターンもある。
- 立合いの際、仕切り線に手を着き、猫のように後ろ足を蹴り上げ砂を巻き上げる。
- 相手力士に砂をかけられたことに腹を立て、相手の右脚に禁じ手の蹴りを入れる。蹴られた相手力士は脚が痙攣する。おぼつかない足取りで四股を踏もうにもバランスを崩して倒れる。何とか仕切りの体勢に持っていくが、やはり四股が踏めずバランスを崩し相手力士に接触してしまう。すると痙攣を起こした力士は回復するが、今度は接触した力士が痙攣を引き起こし、さらに痙攣が腰にまで及ぶ。さらに行司にも痙攣が感染るパターンもある。柄杓を痙攣箇所に数回叩けば治り、痙攣が収まった力士は回復を飛び跳ねて見せつける。痙攣箇所の前に頭や股間を叩くパターンもある。
- 四つに組むが相手の頭の位置が気に食わず、マゲを掴んで強引に変え、これを複数回繰り返した後にマゲを掴んで引き落とす禁じ手を使う。掴んだままもう1度土俵へ叩きつけ直すパターンもある。
- 行司から軍配を奪いうちわの様に仰ぐ。奪い損ねるパターンもある。
- 力水を吐き出さず、相手力士をスリッパで叩き、マゲを掴んで引き落とされたことを身振り手振りだけで抗議し、取っ組み合いで相手力士の顔に吹き掛ける。この後に相手も対抗して大量の水（柄杓で何杯も飲んだ後、桶ごと口に運ぶなどエスカレートする）を口に含む。2回目以降、しゃがんで攻撃をかわしたり、或いは攻撃側も同時にしゃがみ込み、結局吹き掛けられてしまうパターンや、立合いの際にいきなり吹き掛けられるパターンもある。
- 相手力士の尻やももを叩き、叩かれた力士が「何するんだよ！」と言うと、「技だよ、技、外無双って技だよ」と言い返す。
- 反則技への抗議から張り手の応酬になり、互いにファイティングポーズを取ってボクシングやプロレスのような形態になる（もちろん殴り合いを演じたりプロレス技まで出て来る）。これを見かねた行司が「相撲は平手!」と注意する。
- 投げの打ち合いからダンスのような形になる。
- 土俵下の呼出から柄杓やハリセン、ほうきを受け取り、負けを認めない相手の頭を叩く。
- 観客を巻き込むこともあり、勢い余って観客席に突っ込んでいったり、塩を席まで飛ばしたり、巡業先の場合は観客の食事を拝借したりするパターンもある。このパターンでは力士2人が揃って飲食をし、行司から土俵に戻るよう促されて力士は土俵へ戻るが、土俵へ戻る隙に行司まで飲食する事が多い。
- 演目上負けた力士は、腹いせに、後ろから勝ち名乗りを上げる行司の烏帽子をはたき落とす。花道を走って逃げ、行司が追いかける場合もある。
- 流行りのお笑い芸人のギャグを披露する。
- 土俵中央で相手を吊ったり、逆に相手に吊られたりするのを繰り返す。

## 初っ切りを演じる主な力士
- 勝武士（高田川部屋）
- 恵比寿丸（高田川部屋）
- 琴の秀（佐渡ヶ嶽部屋）
- 琴隆成（佐渡ヶ嶽部屋）
- 琴陸山（佐渡ヶ嶽部屋）
- 栃満（春日野部屋）
- 栃佐藤（春日野部屋）
- 和歌桜（春日野部屋）

## 画像

平成29年4月17日 靖国神社奉納大相撲（小柄な力士が勝武士、大柄な力士が高三郷）
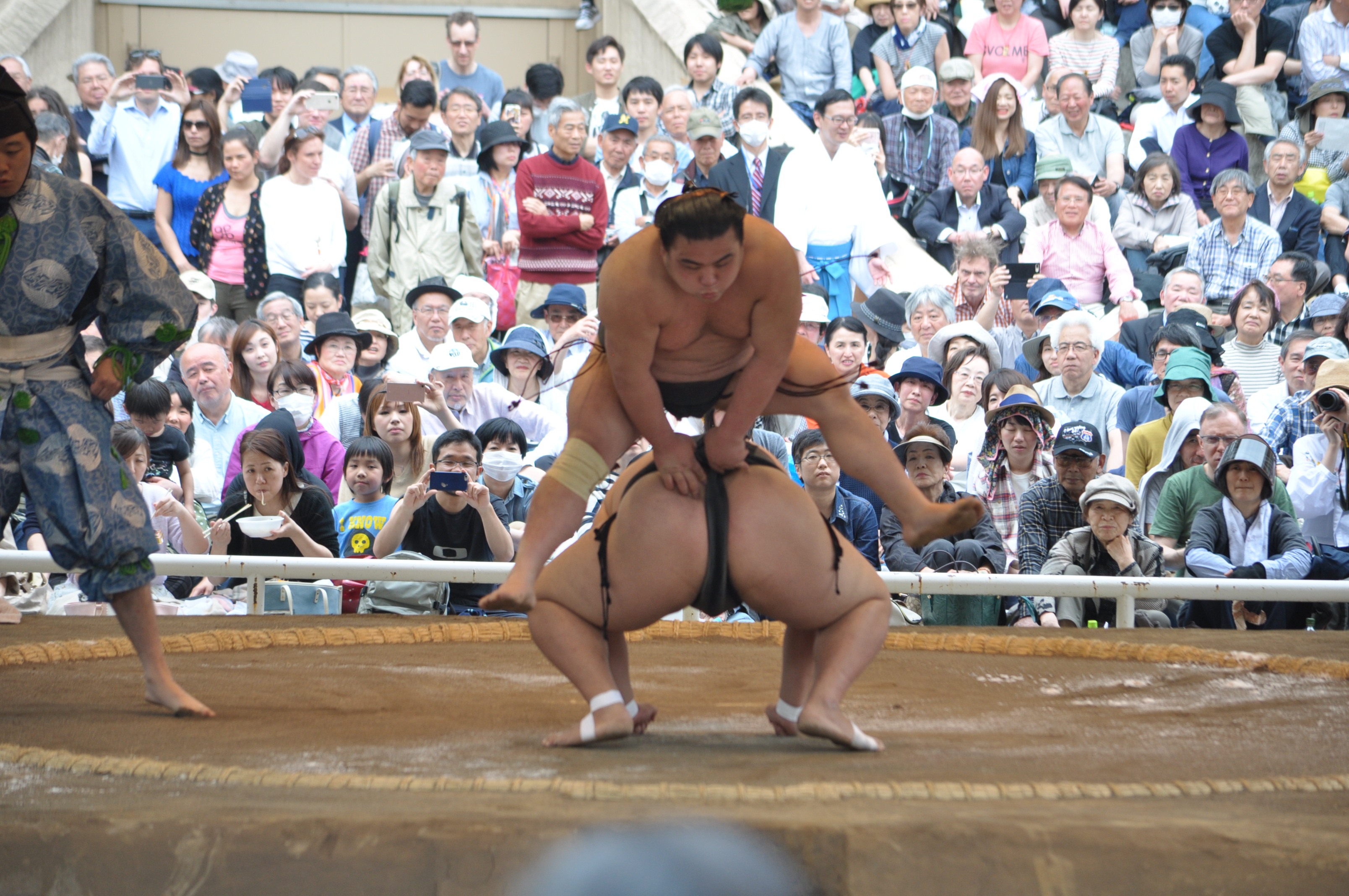
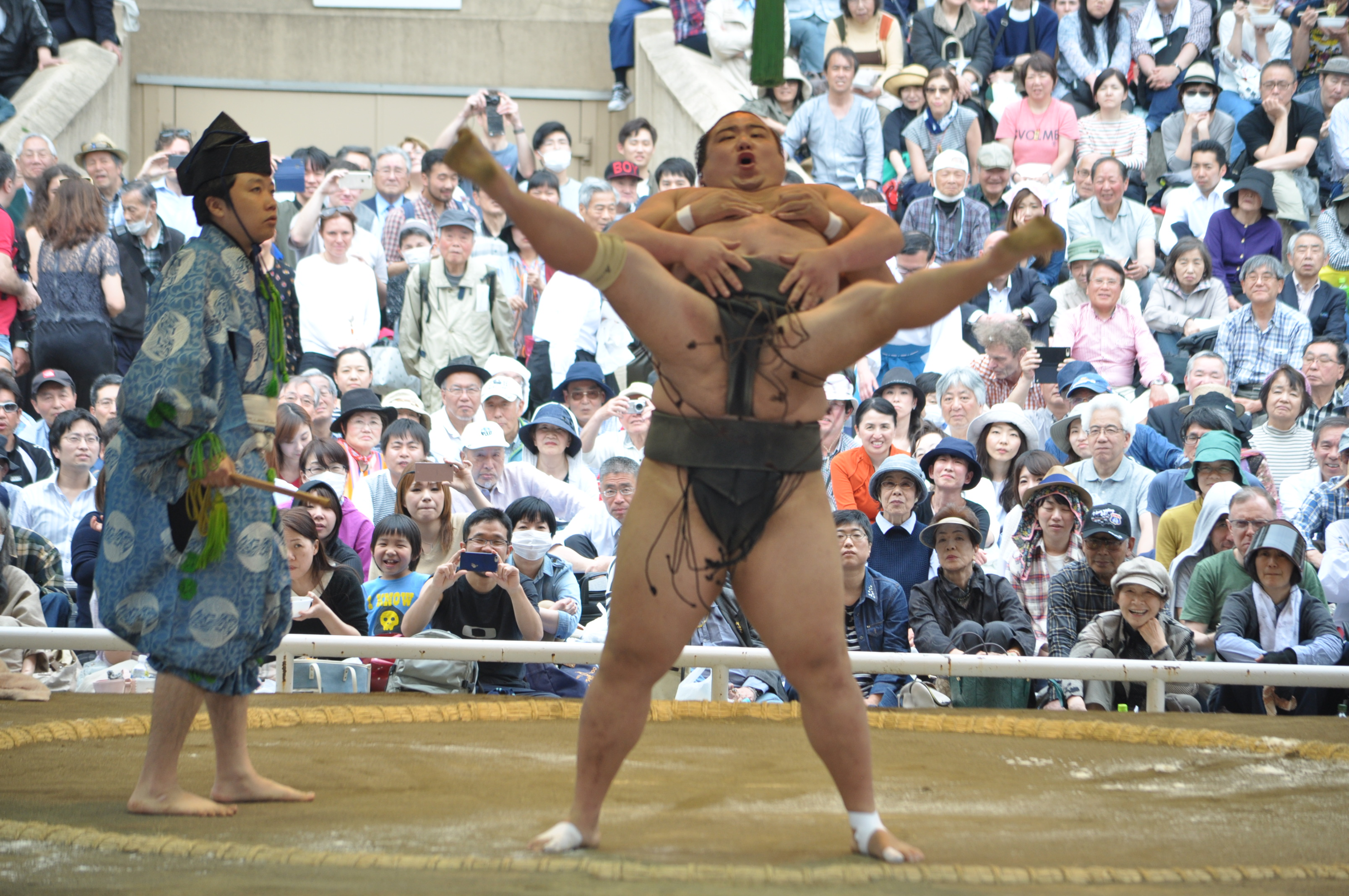
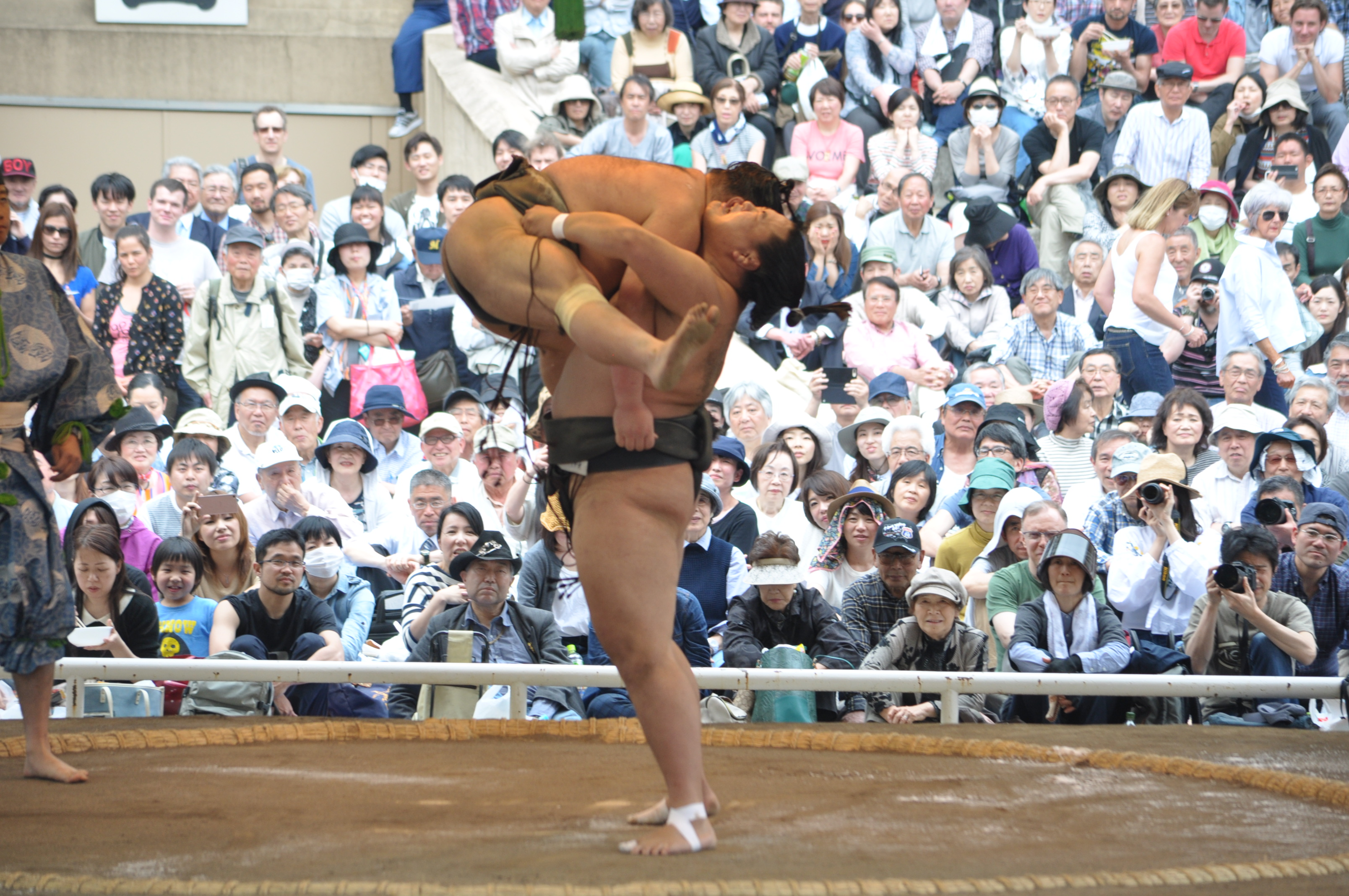
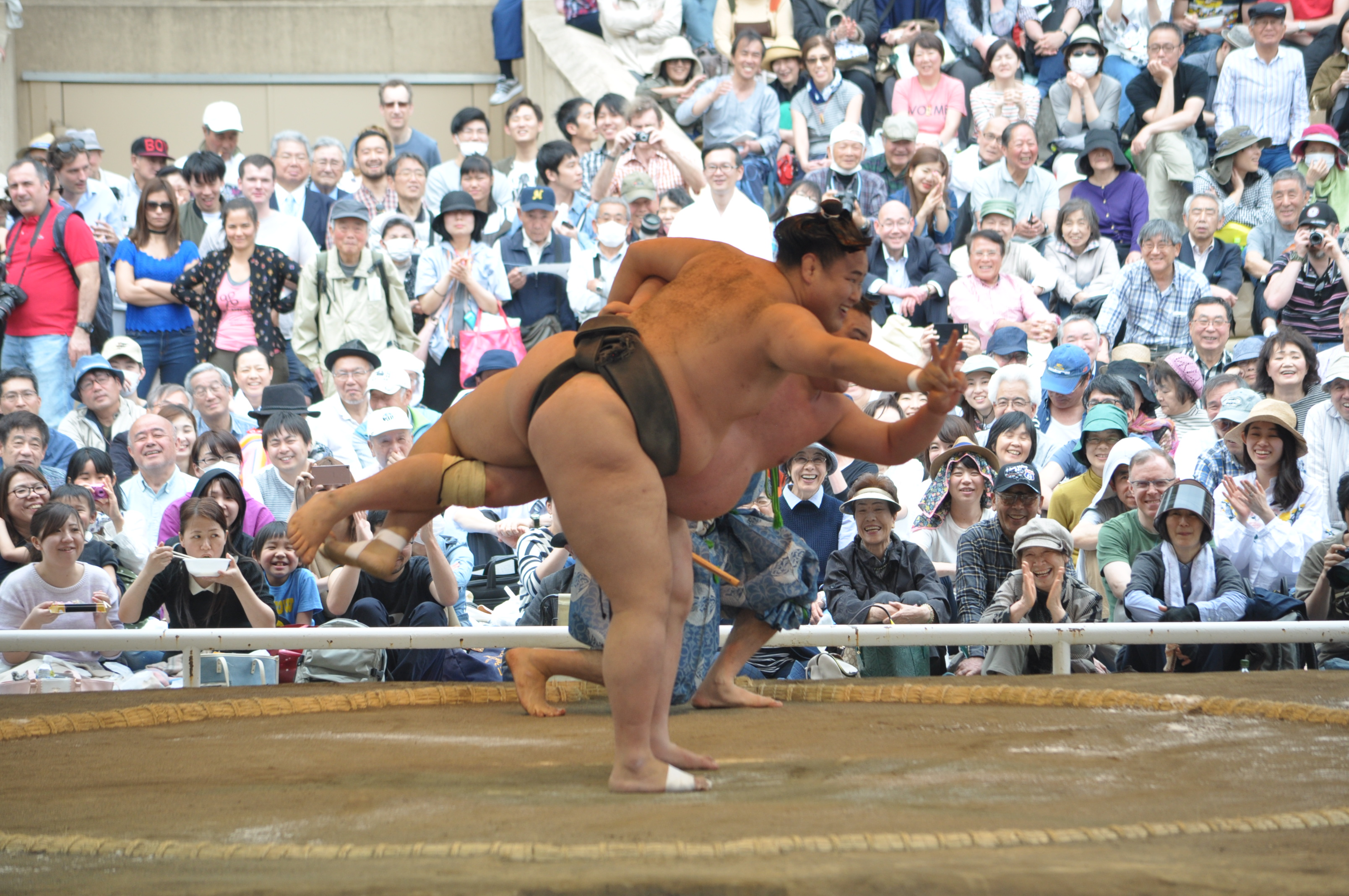
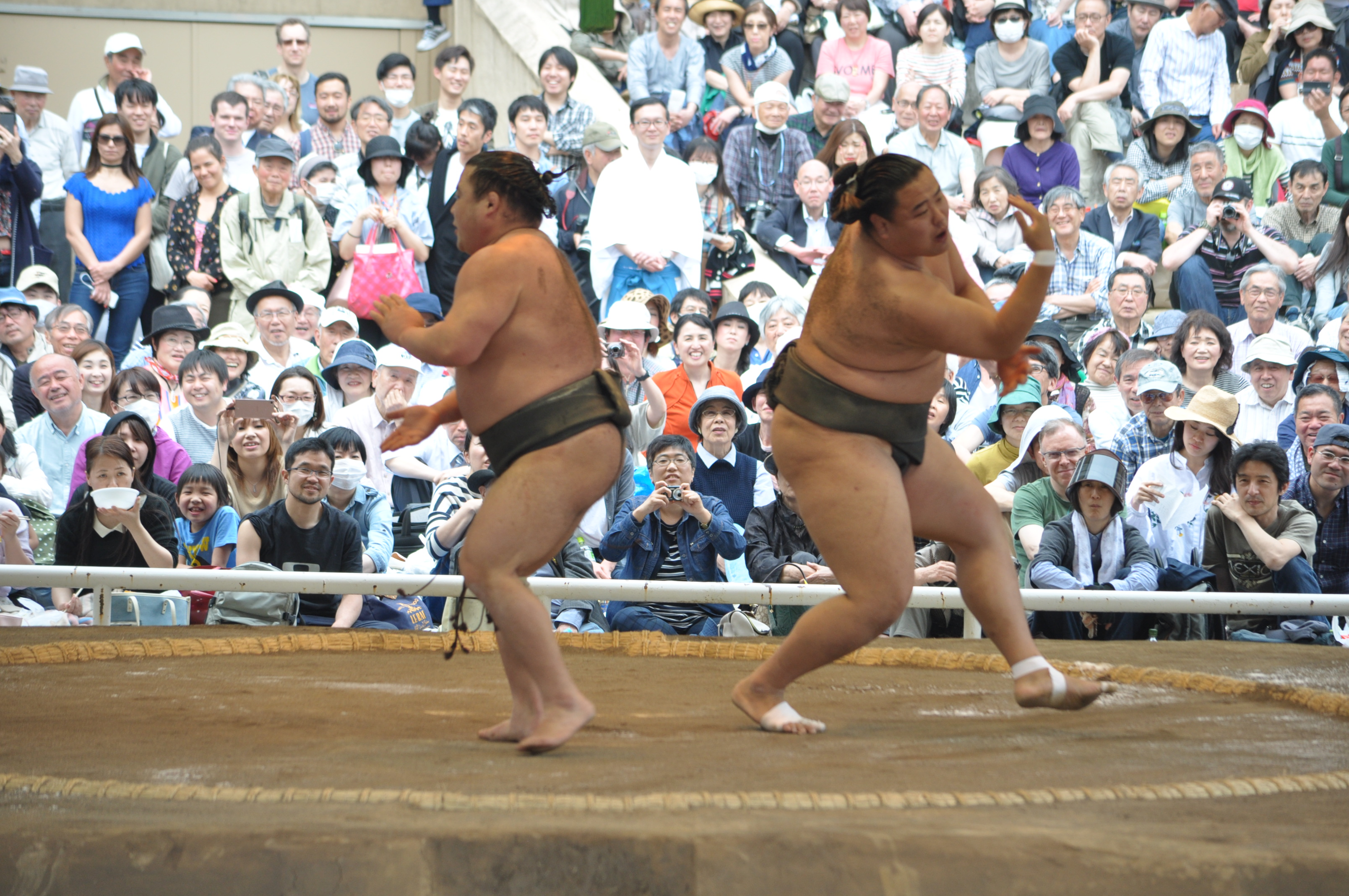

## 動画
- 2022年の秋巡業、大相撲千葉場所での初っ切り